# هری ویت
هری ویت (انگلیسی: Harry Witt؛ زادهٔ ۲۹ اوت ۱۹۵۴) بازیکن فوتبال اهل آلمان است.
از باشگاه‌هایی که در آن بازی کرده‌است می‌توان به باشگاه فوتبال هولشتاین کیل اشاره کرد.